# Thagria vietnamensis
Thagria vietnamensis är en insektsart som beskrevs av Nielson 1977. Thagria vietnamensis ingår i släktet Thagria och familjen dvärgstritar. Inga underarter finns listade i Catalogue of Life.